# René Rensch
René Rensch (Letschin, RDA, 18 de marzo de 1969) es un deportista de la RDA que compitió en remo como timonel. Participó en los Juegos Olímpicos de Seúl 1988, obteniendo una medalla de plata en la prueba de dos con timonel.

## Palmarés internacional
| Juegos Olímpicos | Juegos Olímpicos     | Juegos Olímpicos | Juegos Olímpicos |
| Año              | Lugar                | Medalla          | Prueba           |
| ---------------- | -------------------- | ---------------- | ---------------- |
| 1988             | Seúl (Corea del Sur) | Medalla de plata | Dos con timonel  |